# Lista över Ukrainas regeringschefer

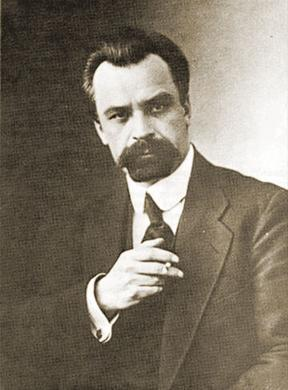
Volodymyr Vynnytjenko, den första regeringschefen (ministerpresident) i Ukrainska folkrepubliken 1917–18).

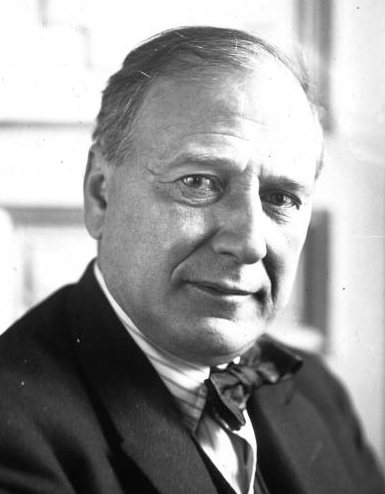
Christian Rakovskij, den förste ordföranden för Folkrådet i Ukrainska SSR.

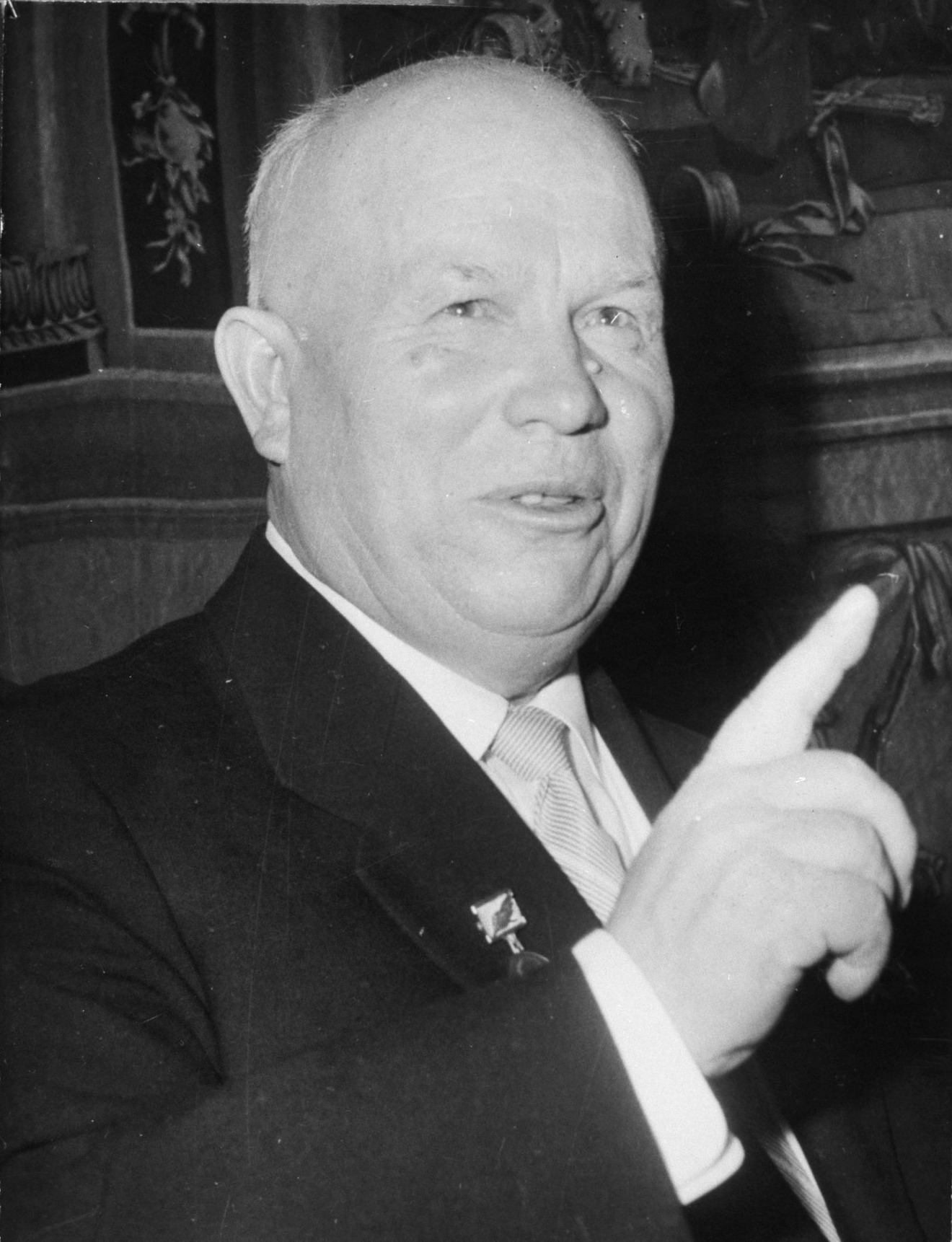
Nikita Chrustjev, först ordföranden för Ministerrådet.

Denna artikel listar Ukrainas regeringschefer och dess ministärer. Listningen börjar 1917, med den då färska Folkrepubliken Ukraina, och fortsätter med Ukrainska SSR (1919–91) och den självständiga staten Ukraina (1991–). Här finns överlappande ministärer, bland annat under åren för ryska inbördeskriget då olika delar av Ukraina kontrollerades av olika makter.
I det självständiga Ukraina är titeln på regeringschefen premiärminister (ukrainska: Прем'єр-міністр України, Prem'ier-ministr Ukrajiny). Sedan självständigheten 1990 har landet haft 16 olika premiärministrar (19 inkluderat tillförordnade diton). Till skillnad från presidentposten, som tillsätts vart femte år genom direkta val, utses premiärministern av presidenten och godkänns av parlamentet, Verchovna Rada.
Ukrainas nuvarande regeringschef är Julia Svyrydenko. Han tillträdde sin post 17 juli 2025.

## Lista över Ukrainas regeringschefer från 1918

### Ukrainska folkrepubliken (1917–1921)

#### Ordförande i ministerrådet
- Volodymyr Vynnytjenko (9–15 januari 1918[1])
- Vsevolod Holubovytj (18 januari–29 april 1918[1])
- Mykola Sachno-Ustymovytj (29–30 april 1918[1])
- Mykola Vasylenko (30 april–10 maj 1918)
- Fedir Lyzohub (10 maj–14 november 1918)
- Serhij Herbel (14 november–14 december 1918)
- ingen (14 december–26 december 1918)
- Volodymyr Tjechivskyj (26 december 1918–13 februari 1919[1])
- Serhij Ostapenko (13 februari–9 april 1919[1])
- Borys Martos (9 april–27 augusti 1919[1])
- Isaak Mazepa (27 augusti 1919–20 maj 1920[1])
- Vjatjeslav Prokopovytj (26 maj–14 oktober 1920[1])
- Andrij Livytskyj (20 oktober–18 november 1920[1])

### Ukrainska socialistiska sovjetrepubliken(1919-1991)

#### Ordförande för Folkkommissariernas råd
- Christian Rakovskij (29 januari – 11 december 1919) (första omgången)

#### Ordförande för Ukrainska revolutionskommittén
- Hryhorij Ivanovytj Petrovskyj (11 december 1919 – 19 februari 1920)

#### Ordförande för Folkkommissariernas råd
- Christian Rakovskij (19 februari 1920 – 15 juli 1923) (andra omgången)
- Vlas Tjubar (15 juli 1923 – 28 april 1934)
- Panas Ljubtjenko (28 april 1934 – 30 augusti 1937)
- Mychajlo Bondarenko (30 augusti – 13 oktober 1937)
- Mykola Martjak (13 oktober 1937 – 21 februari 1938) (tillfällig)
- Demjan Korottjenko (21 februari 1938 – 6 augusti 1939) (första omgången)
- Leonid Kornijets (6 augusti 1939 – 16 februari 1944) (i exil i Ryska SSR från 1941 till 1944)
- Nikita Chrusjtjov (16 februari 1944 – 25 mars 1946)

#### Ordförande för ministerrådet
- Nikita Chrusjtjov (25 mars 1946 – 4 mars 1947)
- Demjan Korottjenko (4 mars 1947 – 15 januari 1954) (andra omgången)
- Nikifor Kaltjenko (15 januari 1954 – 28 februari 1961)
- Volodymyr Sjtjerbytskyj (28 februari 1961 – 28 juni 1963) (första omgången)
- Ivan Kazanets (28 juni 1963 – 22 oktober 1965)
- Volodymyr Sjtjerbytskyj (22 oktober 1965 – 8 juni 1972) (andra omgången)
- Oleksandr Ljasjko (8 juni 1972 – 10 juli 1990)
- Vitalij Masol (10 juli – 23 oktober 1990)
- Vitold Fokin (23 oktober 1990 – 2 oktober 1992) (tillförordnad till 14 november 1990)

### Ukrainaspremiärministrar (1991-nu)
| Nr   | Porträtt                      | Namn                                | Tillträdde        | Avgick                            | Politiskt parti                                  | Ministär                                   | Parlament (Parlamentsval)                           |
| ---- | ----------------------------- | ----------------------------------- | ----------------- | --------------------------------- | ------------------------------------------------ | ------------------------------------------ | --------------------------------------------------- |
| —    |                               | Vitold Fokin (tillförordnad)        | 23 oktober 1990   | 14 november 1990                  | Ukrainas kommunistiska parti                     | —                                          | I (1990)                                            |
| 1    | Vitold Fokin                  | 14 november 1990                    | 2 oktober 1992    | Obunden                           | Fokin                                            |                                            | I (1990)                                            |
| —    |                               | Valentyn Symonenko (tillförordnad)  | 2 oktober 1992    | 13 oktober 1992                   | Obunden                                          | —                                          | I (1990)                                            |
| 2    |                               | Leonid Kutjma                       | 13 oktober 1992   | 22 september 1993                 | Obunden                                          | Kuchma                                     | I (1990)                                            |
| —    |                               | Juchym Zvjahilskyj (tillförordnad)  | 22 september 1993 | 16 juni 1994                      | Obunden                                          | —                                          | I (1990)                                            |
| 3    |                               | Vitalij Masol                       | 16 juni 1994      | 1 mars 1995                       | Obunden                                          | Masol II                                   | II (1994)                                           |
| —    |                               | Jevhen Martjuk (tillförordnad)      | 1 mars 1995       | 8 juni 1995                       | Obunden                                          | —                                          | II (1994)                                           |
| 4    | Jevhen Martjuk                | 8 juni 1995                         | 28 maj 1996       | Martjuk                           | Obunden                                          |                                            | II (1994)                                           |
| 5    |                               | Pavlo Lazarenko                     | 28 maj 1996       | 2 juli 1997                       | Hromada                                          | Lazarenko                                  | II (1994)                                           |
| —    |                               | Vasyl Durdynets (tillförordnad)     | 2 juli 1997       | 30 juli 1997                      | Obunden                                          | —                                          | II (1994)                                           |
| 6    |                               | Valerij Pustovojtenko               | 30 juli 1997      | 22 december 1999                  | Demokratiska folkpartiet                         | Pustovojtenko                              | II (1994)                                           |
| 6    | III (1998)                    | Valerij Pustovojtenko               | 30 juli 1997      | 22 december 1999                  | Demokratiska folkpartiet                         | Pustovojtenko                              |                                                     |
| 7    |                               | Viktor Jusjtjenko                   | 22 december 1999  | 29 maj 2001                       | Obunden                                          | Jusjtjenko                                 |                                                     |
| 8    |                               | Anatolij Kinach                     | 29 maj 2001       | 21 november 2002                  | Industrialist- och entreprenörspartiet           | Kinach                                     |                                                     |
| 8    | IV (2002)                     | Anatolij Kinach                     | 29 maj 2001       | 21 november 2002                  | Industrialist- och entreprenörspartiet           | Kinach                                     |                                                     |
| 9    |                               | Viktor Janukovytj (1:a gången)      | 21 november 2002  | 7 december 2004                   | Regionernas parti                                | Janukovitj I (PR–SDPU(o))                  |                                                     |
| —    |                               | Mykola Azarov (tillförordnad)       | 7 december 2004   | 28 december 2004                  | Regionernas parti                                | Janukovitj I (PR–SDPU(o))                  |                                                     |
| (9)  |                               | Viktor Janukovytj (1:a gången)      | 28 december 2004  | 5 januari 2005                    | Regionernas parti                                | Janukovitj I (PR–SDPU(o))                  |                                                     |
| —    |                               | Mykola Azarov (tillförordnad)       | 5 januari 2005    | 24 januari 2005                   | Regionernas parti                                | —                                          |                                                     |
| —    |                               | Julia Tymosjenko (tillförordnad)    | 24 januari 2005   | 4 februari 2005                   | Fäderneslandsförbundet (Julia Tymosjenkos block) | —                                          |                                                     |
| 10   | Julia Tymosjenko (1:a gången) | 4 februari 2005                     | 8 september 2005  | Tymosjenko I (BYuT–NUNS–SPU–PPPU) | Fäderneslandsförbundet (Julia Tymosjenkos block) |                                            |                                                     |
| —    |                               | Jurij Jechanurov (tillförordnad)    | 8 september 2005  | 22 september 2005                 | Vårt Ukraina                                     | —                                          |                                                     |
| 11   | Jurij Jechanurov              | 22 september 2005                   | 4 augusti 2006    | Jechanurov (NUNS–SPU)             | Vårt Ukraina                                     |                                            |                                                     |
| (9)  |                               | Viktor Janukovytj (2:a gången)      | 4 augusti 2006    | 18 december 2007                  | Regionernas parti                                | Alliansen för nationell enhet (PR–KPU–SPU) | V (2006)                                            |
| (10) |                               | Julia Tymosjenko (2:a gången)       | 18 december 2007  | 4 mars 2010                       | Fäderneslandsförbundet (Julia Tymosjenkos block) | Tymosjenko II (BYuT–NUNS)                  | VI (2007)                                           |
| —    |                               | Oleksandr Turtjynov (tillförordnad) | 4 mars 2010       | 11 mars 2010                      | Fäderneslandsförbundet (Julia Tymosjenkos block) | —                                          | VI (2007)                                           |
| 12   |                               | Mykola Azarov                       | 11 mars 2010      | 3 december 2012                   | Regionernas parti                                | Azarov I (PR–BL–KPU)                       | VI (2007)                                           |
| —    | Mykola Azarov (tillförordnad) | 3 december 2012                     | 13 december 2012  | —                                 | Regionernas parti                                | VII (2012)                                 |                                                     |
| (12) | Mykola Azarov                 | 13 december 2012                    | 28 januari 2014   | Azarov II (PR–UF)                 | Regionernas parti                                | VII (2012)                                 |                                                     |
| —    |                               | Serhij Arbuzov (tillförordnad)      | 28 januari 2014   | 27 februari 2014                  | Regionernas parti                                | VII (2012)                                 | —                                                   |
| 13   |                               | Arsenij Jatsenjuk                   | 27 februari 2014  | 14 april 2016                     | Fäderneslandsförbundet                           | VII (2012)                                 | Jatsenjuk I (BYuT–VsO) Jatsenjuk II (BYuT–S–BPP–NF) |
| 14   |                               | Volodymyr Hrojsman                  | 14 april 2016     | 29 augusti 2019                   | Petro Porosjenko-blocket                         | Hrojsman (BPP–NF)                          |                                                     |
| 15   |                               | Oleksij Hontjaruk                   | 29 augusti 2019   | 4 mars 2020                       | Folkets Tjänare                                  |                                            |                                                     |
| 16   |                               | Denys Sjmyhal                       | 4 mars 2020       | 17 juli 2025                      | Obunden                                          |                                            |                                                     |
| 17   |                               | Julia Svyrydenko                    | 17 juli 2025      | Innehar ämbetet                   | Obunden                                          |                                            |                                                     |